# Heartbreaker (песня Мэрайи Кэри)
«Heartbreaker» — песня американской певицы Мэрайи Кэри, выпущенная в качестве первого сингла для седьмого студийного альбома Rainbow (1999) под лейблом Columbia Records. Композиция написана Мэрайей совместно с рэпером Jay-Z, продюсеры — Кэри и DJ Clue. В композиции был использован семпл песни «Attack of the Name Game» в исполнении Стейси Леттисоу. Композиция «Heartbreaker» ещё больше приблизила певицу в музыкальную среду R&B и хип-хопа, став её первым синглом в качестве хип-хоп артистки. Согласно тексту песни, повествующем историю с женской точки зрения о том, как главная героиня постоянно возвращается к своему возлюбленному, который продолжает ей изменять и разбивать ей сердце.
Песня получила смешанные оценки музыкальных критиков, многие из которых чувствовали неоригинальность и отсутствие инновации, с точки зрения продвижения вперед по карьерной лестнице. Кроме того, песню сравнили с одним из предыдущих синглов Мэрайи «Fantasy» (1995), который тоже был написан на основе семпла другой композиции. Тем не менее, «Heartbreaker» стал коммерческой удачей для певицы, войдя в пятёрку лучших синглов во Франции и Великобритании, а также возглавил чарты США, Испании и Новой Зеландии.
Песня была издана в 1999 году в качестве главного сингла и получила смешанные оценки от музыкальных критиков.. В США сингл стал 14 хитом номер один и подтвердил успешность карьеры Мэрайи. Основная интрига музыкального видео заключается в том, что певица играет двух разных женщин. Видео к песне входит в список самых дорогих видеоклипов в истории, с бюджетом в $2,500,000 и до сих пор остается одним из любимых у фанатов.

## Истоки
После выхода первого сборника хитов «#1» в 1998 году, певица приступила к работе над седьмым студийным альбомом «Rainbow» 1999 года. Согласно словам певицы, работа над альбомом продлилась всего три месяца, и большую часть времени она потратила на создание первого сингла «Heartbreaker». Изначально, песня должна была войти в список композиций саундтрека к фильму «Glitter», который появился только через два года, где певица сыграла главную роль. Благодаря тому, что работа над фильмом была приостановлена, певица решила включить новую песню в свой предстоящий студийный альбом, так как она «не хотела ждать выхода фильма».

Песня была спродюсирована Нью-Йоркским рэпером DJ Clue, также в записи принял участие рэпер Jay-Z, который самостоятельно написал всю рэп-линию в песне. В интервью для MTV News Мэрайя раскрыла свои размышления по поводу песни:
«Её, в достаточной степени, можно отнести к моему классическому стилю, как например „Fantasy“ или „Dreamlover“ […] Но появилась новая грань веселья и непринужденности, и, несомненно, помощь Jay-Z подняла песню на новый уровень. И [DJ] Clue наполнил запись веселым настроением».

## Музыкальное произведение
«Heartbreaker» — умеренно медленная танцевальная композиция с элементами хип хопа и современного ритм-н-блюза. Песня написана в тональности D♭ мажор, размер такта и темп песни равен 92. Мэрайя поет песню носовым, нежным и повествовательным голосом.
«Hearbreaker» включает в себя R&B семпл певицы танцевальной музыки Stacy Lattisaw — «Attack of the Name Game».
Слова в песне составлены по форме: куплет — предприпев — припев. В начале Мэрайя поет хук «Gimme your love, gimme your love», повторяя его восемь раз подряд. далее следуют куплет — предприпев — припев — хук — куплет — предприпев — припев и партия рэпа Jay-Z, где большинство его строчек начинаются словами «She wanna». Затем Мэрайя повторяет припев четыре раза и заканчивает песню словами «Gimme your love, gimme your love».

## Выпуск и приём
Премьера песни состоялась 16 августа 1999 года на официальном сайте Microsoft Windows Media на 12 часов раньше, чем релиз на радиостанциях. Первоначальный коммерческий релиз состоялся только на территории США 21 сентября 1999 года. Двумя месяцами позже Америки, 2 ноября состоялся выпуск сингла в Великобритании.
«Heartbreaker» получил смешанные оценки от музыкальных критиков, большинство из них согласилось, что песня хороша. Тем не менее, некоторые критики негативно заостряли внимание на сильном сходстве песни с предыдущими синглами. MTV Asia говорили, что «певица выделяется сентиментальностью в видеоклипе». Том Синклейр написал негативный обзор для издания Entertainment Weekly, сказав что песня — «переделанный» хит «Fantasy» 1995 года. В конце, журнал Billboard сделал вывод: «Да, это хит, и её голос в порядке […] радиостанции будут гореть желанием представить песню слушателям от одной из лучших певиц 1990-х, даже если сингл не является шагом вперед».
Впрочем, появление Jay-Z в песне вызвало благосклонную реакцию критиков. Джозе Промис из Allmusic написал, что рэпер украсил и добавил немного комичности синглу. Элайза Гарднер из Los Angeles Times описала его как «озорной рэп». Дэниел Смит из Entertainment Weekly поделился наблюдением: «Кэри использовала рэп Jay-Z, как „терпкий контрапункт к её сливочному стилю“, в то время как журнал Billboard признал, что это придало песне привлекательности на радио.

## Ремикс
Основной ремикс называется Desert Storm Remix. В записи приняли участие рэперы Da Brat и Missy Elliott, и это первый ремикс Мэрайи Кэри, продюсером которого стал рэпер DJ Clue, сделавший новое вступление к песне. Этот ремикс стал седьмым треком в списке композиций альбома. В первом куплете Da Brat использован семпл из песни „Ain’t No Fun (If the Homies Can’t Have None)“ Snoop Dogg. Музыкальное видео на ремикс версию песни снят в чёрно-белой гамме, Snoop Dogg также принял участие в съёмках клипа.

## Чартовые характеристики
4 сентября 1999 года „Heartbreaker“ дебютировал в чарте Billboard Hot 100 на 60 месте. Однако, когда песня поступила в продажу, она разлетелась тиражом в 273,000 копии, став второй успешной песней с высокой коммерческой отдачей, и затем достигла вершины чарта. „Heartbreaker“ стал четырнадцатым синглом номер один, а также 59 неделей на вершине чарта в карьере певицы. Когда песня осталась в лидерах на следующую неделю, Мэрайя перегнала рок/поп-группу The Beatles по количеству недель, проведенных на вершине чарта, и, с песней, ставшей номером один в 1999 году, певица стала единственной, кому удалось выпускать хиты первой величины каждый год на протяжении 1990-х. Позже Мэрайя прокомментировала очередной успех в её творчестве:
„Когда я делаю свою работу, то надеюсь, что люди будут довольны результатами, […] и я никогда не думаю о том, что песня должна стать хитом первой величины. Что касается меня, я не могу представить, что стало бы с моим творчеством, если бы я проводила время, размышляя о числах, продажах и прочей ерунде“.
В международном масштабе сингл ждал схожий успех — он возглавил чарты в Канаде и Новой Зеландии. В Великобритании „Heartbreaker“ стал пятым синглом в карьере певицы, которому удалось войти в пятерку лучших, но выше этой отметки он так и не поднялся. Сингл вошёл в списки лучших десяти песен во многих странах, включая Австралию, Францию и Нидерланды.

## Музыкальное видео

Версия Мэрайи Кэри с темными волосами носит имя Бьянки — женщины, которая украла парня, „разбившего сердце“ (heartbreaker) другой версии певицы со светлыми волосами.

Режиссёром видеоклипа стал Бретт Ратнер. Клип считается седьмым в списке самых дорогих видеоклипов в истории с бюджетом в 2,500,000 миллиона долларов. Более того, он остается одним из любимых среди фанатов певицы.
В видеоклипе певица играет две роли: невинную сладкую блондинку Кэри и зловещую брюнетку Кэри по имени Бьянка. Действия клипа происходят в кинотеатре. Подруги убедили блондинку Кэри в том, что её бойфренд (играет роль Джерри О’Коннелл) встречается с другой, и, позже, девушка обнаруживает этот факт, когда видит своего парня на свидании в кинотеатре с брюнеткой Кэри. Затем блондинка пытается встретиться лицом к лицу с разлучницей и поговорить об украденном бойфренде, но завязывается драка в дамской комнате кинотеатра (вдохновением для этой сцены послужил американский военный фильм 1973 года „Выход дракона“. История заканчивается победой сладкой блондинки и тем, что она выливает стакан напитка на колени своему прежнему парню.
Во время части, где Jay-Z читает рэп, вставлен анимационный эпизод показывающий Кэри и её подруг, эта идея принадлежит самой певице и режиссёру клипа Бретту Ратнеру. Часть видео где Мэрайя и её подруги веселятся на кровати взята из музыкального фильма 1978 года „Бриолин“. Эти меры были вынуждены из-за контрактных обязательств рэпера, по которым он не мог присутствовать на съемках видео в течение двух недель. Версия клипа „Heartbreaker“ на которой присутствует Jay-Z появилась на канале MTV show Making the Video 30 августа 1999 года.
Существует и другая версия клипа с альтернативными сценами, на которых Jay-Z сидит в джакузи, а Мэрайя танцует на заднем плане.

## Список композиций
| CD сингл (667868 9) 1. „Heartbreaker“ (Album Version) — 4:48 2. „Heartbreaker“ (Remix) — 4:37 Виниловый сингл (44 79261) (Издан: 21 сентября 1999 года) 1. „Heartbreaker“ (Album Version) — 4:48 2. „Heartbreaker/If You Should Ever Be Lonely“ — 4:37 3. „Heartbreaker/If You Should Ever Be Lonely“ (Junior's Club Mix) — 10:18 4. „Heartbreaker/If You Should Ever Be Lonely“ — 10:12 5. „Heartbreaker/If You Should Ever Be Lonely“ (Junior’s Hard Mix) — 10:19 Макси-сингл (44K 79261) (Издан: 21 сентября 1999 года) 1. „Heartbreaker“ (Album Version) — 4:18 2. „Heartbreaker“ (Remix) — 4:36 3. „Heartbreaker/If You Should Ever Be Lonely“ (Junior’s Club Mix) — 10:18 4. „Heartbreaker/If You Should Ever Be Lonely“ (Junior’s Club Dub) — 10:11 5. „Heartbreaker/If You Should Ever Be Lonely“ (Junior’s Hard Mix) — 10:20 | 12» виниловый сингл (COL 667868 6) Сторона A 1. «Heartbreaker» (Album Version) — 4:18 2. «Heartbreaker» (Remix) — 4:36 Сторона B 1. «Heartbreaker/If You Should Ever Be Lonely» (Junior’s Club Mix) — 10:18 2. «Heartbreaker/If You Should Ever Be Lonely» (Junior’s Club Dub) — 10:11 Макси-сингл для Австралии/Великобритании (667899 2) (Издан: 21 сентября 1999 года) 1. «Heartbreaker» (Album Version) — 4:18 2. «Heartbreaker» (Remix) — 4:36 3. «Heartbreaker» (No Rap Version) — 3:20 4. «Heartbreaker/If You Should Ever Be Lonely» (Junior Heartbreaker Club Mix) — 10:14 |

## Позиции в чартах
| Чарт (1999)                          | Высшее место |
| ------------------------------------ | ------------ |
| Australian Singles Chart             | 10           |
| Austrian Singles Chart               | 17           |
| Belgian Flandres Singles Chart       | 27           |
| Belgian Wallonia Singles Chart       | 9            |
| Canadian Singles Chart               | 1            |
| Dutch Singles Chart                  | 7            |
| European Singles Chart               | 1            |
| French Singles Chart                 | 1            |
| German Singles Chart                 | 9            |
| Irish Singles Chart                  | 19           |
| Japanese Singles Chart               | 37           |
| New Zealand Singles Chart            | 1            |
| Norwegian Singles Chart              | 14           |
| Spanish Singles Chart                | 1            |
| Swedish Singles Chart                | 18           |
| Swiss Singles Chart                  | 7            |
| UK Singles Chart                     | 5            |
| U.S. Billboard Hot 100               | 1            |
| U.S. Billboard Hot Dance Club Play   | 2            |
| U.S. Billboard Hot R&B/Hip-Hop Songs | 1            |

| Конец 1999 года       | Позиция |
| --------------------- | ------- |
| США Billboard Hot 100 | 35      |

| Поставщик (Страна)        | Продажи | Сертификация    |
| ------------------------- | ------- | --------------- |
| Австралия                 | 75,000+ | Платиновый диск |
| Франция                   | 310,000 | Золотой диск    |
| Новая Зеландия            | 15,000  | Платиновый диск |
| Великобритания            | 300,000 | Золотой диск    |
| Соединенные Штаты Америки | 852,000 | Золотой диск    |